# Манон Леско (опера)
„Мано̀н Леско̀“ (на френски: Manon Lescaut) е опера в четири действия по музика на Джакомо Пучини. В създаването на либретото вземат участие Руджеро Леонкавало, Марко Прага, Доменико Олива, Джузепе Джакоза, Луиджи Илика и Джулио Рикорди. Значителен принос има и самият Пучини. Литературната основа е романът на абат Прево „Историята на кавалера Де Грийо и Манон Леско“. Операта има премиера на 1 февруари 1893 г. в Театро Реджио (Teatro Regio) в Торино. Успехът е триумфален, Пучини получава признание като голям оперен композитор.

## История
Младият Пучини замисля своята версия на опера по романа на абат Прево през 1890 г., без да се впечатлява от факта, че „Манон“ на Масне вече много години с успех се представя по световните сцени. Очевидно, конкуренцията никога не го е плашила, защото и своя шедьовър „Бохеми“ започва да пише, когато по същия сюжет вече работи неговият приятел Леонкавало. Вероятно, изборът на романа на Прево в голяма степен е обусловен от жизнените обстоятелства на Пучини. По това време той вече има няколко произведения, включително две опери, „Вилите“ и „Едгар“. Операта „Вилите“ носи на начинаещия автор известност сред музикалните среди, забелязва го влиятелният издател Джулио Рикорди (Giulio Ricordi). Втората опера, „Едгар“, написана по неговата поръчка, няма желания успех. Рикорди все пак вярва в таланта на композитора и го поддържа финансово.
Драматичен е периодът и в личния живот на Пучини. Това е време, когато той страстно обича Елвира Бонтури (Elvira Bonturi) и тя му отговаря с взаимност. Но Елвира е омъжена за друг, а католическата църква не позволява развод. Въпреки това тя напуска съпруга си, от когото има две деца, и отива при Пучини. Техният съвместен живот е предизвикателство към нравите на обществото, поведението на двойката се възприема като бунт спрямо наложените морални канони. Пучини има подкрепата и любовта на Елвира, радост носи и раждането на техния син Антонио. През това трудно, но щастливо за Пучини време той е в творчески подем и мечтае да създаде голямо и вълнуващо произведение.
Всичко това кара Пучини да търси теми, различни от традиционните за времето романтични истории. Рикорди, който подобно на другите приятели на композитора смята съперничеството на Пучини с Масне за твърде самонадеяно начинание, все пак го поддържа и в определена степен операта „Манон Леско“ се осъществява благодарение на проявената от този голям музикален издател интуиция. Той подбира и мястото за първата постановка – Кралския театър (Театро Реджио) в Торино. При избора си той избягва конкуренцията с популярните сред публиката композитори: изключва Милано, защото там върви подготовката на премиерата на Фалстаф на обожествявания Верди, и Рим, където бе възторжено приветствана операта „Палячи“ на Леонкавало.
Успехът на „Манон Леско“ носи на Пучини не само слава, но и добри доходи. Със средства, получени от продажбата на правата на постановките, той изкупува родния си дом в Лука, който бе продаден след смъртта на майка му, изплаща всички дългове и наема вила в Торе дел Лаго. Благодарение на полученото признание Пучини може вече да излиза с Елвира в обществото.

### Либрето
Към романа на абат Прево Пучини е насочен от либретиста на първите му опери, Фердинандо Фонтана (Ferdinando Fontana). Той обаче не участва в създаването на либретото на „Манон Леско“. Пучини първо се обръща към Руджеро Леонкавало, който по това време припечелва с писането на сценарии. Но участието на Леонкавало е кратко, той се насочва към подготвянето на своята опера „Палячи“. През юли на 1889 г. издателската къща на Рикорди възлага написването на либретото на Марко Прага (Marco Praga), към него по-късно се присъединява Доменико Олива (Domenico Oliva). Прага създава драматургичната основа на операта, Олива написва стихотворния текст. Техният вариант на операта се състои от три акта. Пучини отначало е доволен, след това обаче променя си мнението, започва да поставя нови изисквания и постоянно иска поправки и допълнения в създадения вече материал. Разногласията с Пучини карат Прага и Олива да се откажат от сътрудничеството си с него. Известно време над либретото работи поетът Олиндо Малагарди (Olindo Malagardi). В списъка на съавторите е и самият Рикорди. Той има принос не само със своите идеи за сценария, но и с дипломатическите си умения, които често се оказват необходими при разрешаването на споровете между либретистите и Пучини. За довършването на либретото Рикорди кани Джузепе Джакоза и Луиджи Илика (Luigi Illica), които след многобройните промени успяват да удовлетворят вижданията на Пучини. След работата по „Манон Леско“ те стават неговите постоянни либретисти. Дългият списък от съавтори, взели участие в създаването на либретото, има за резултат неговото анонимно представяне на премиерната постановка – нейният афиш не съдържа име на либретист.
Романът на Прево претърпява в либретото значителни изменения, съкратени са голям брой сюжетни подробности, описанията на бита и нравите на епохата. Операта изцяло е лишена от френския дух и колорит, всичко е фокусирано върху драматичните отношения и чувствата на главните герои. Сравнявайки своето произведение с това на Масне, Пучини казва: „В „Манон“ на Масне има премного пудра и менует, докато в моята „Манон“ има повече страст и отчаяние!“
Пучини продължава да прави промени в операта и след нейната премиера. През 1923 г. по случай 30-а годишнина от първата постановка на „Манон Леско“ той представя последната редакция на операта. Тя е изпълнена в Ла Скала от маестро Артуро Тосканини.

### Първи постановки
Премиерата на „Манон Леско“ е на 1 февруари 1893 г. в Кралския театър (Театро Реджио) в Торино, диригент е Алесандро Поме (Alessandro Pomè). Тя носи на Пучини първи неоспорим успех, покорява и публиката и критиката – завесата се вдига 30 пъти. Още същата година операта се изнася в няколко страни: Аржентина (Буеност Айрес, 8 юни 1893 г.), Бразилия (Рио де Жанейро, 28 юли 1893 г.), Испания (Мадрид, 4 ноември 1893 г.), Германия (Хамбург, 7 ноември 1893 г.). На 7 фебруари 1894 г. тя се представя на сцената на Ла Скала. На 14 май 1894 г. операта се изнася в лондонския Ковънт Гардън. Във Франция италианската версия на операта за Манон се представя за първи път на 19 март 1906 г. в Ница.
Премиерата в Метрополитън опера е на 18 януари 1907 г., Пучини присъства на нея. В ролята на Де Грийо е Енрико Карузо, Манон е италианския сопран Лина Кавалиери (Lina Cavalieri), известна преди всичко с красотата си.
В Русия премиерата на „Манон Леско“ е на 31 октомври 1893 г., в Санкт Петербург, само няколко месеца след Торино. Две години по-късно операта се представя в Москва на сцената на частен театър с участващите в италианската премиера диригент Алесандро Поме и сопран Чезира Ферани. След московската премиера се публикува рускоезично издание на партитурата, но въпреки това операта рядко се появява на руската сцена. Първата постановка в Болшой театър е едва на 16 октомври 2016 г.

### Действащи лица
| Роля                               | Глас               | Състав за премиерата на 1 февруари 1893 Диригент: Алесандро Поме |
| ---------------------------------- | ------------------ | ---------------------------------------------------------------- |
| Манон Леско                        | сопран             | Чезира Ферани (Cesira Ferrani)                                   |
| Леско, неин брат, сержант          | баритон            | Ахиле Моро (Achille Moro)                                        |
| Кавалер Ренато де Грийо            | тенор              | Джузепе Кремонини (Giuseppe Cremonini)                           |
| Жеронт дьо Равоа, главен ковчежник | бас                | Алесандро Полонини (Alessandro Polonini)                         |
| Едмондо, студент                   | тенор              | Роберто Рамини (Roberto Ramini)                                  |
| Гостилничар                        | бас                | Аугусто Кастаньола (Augusto Castagnola)                          |
| Певица                             | мецосопран         | Елвира Черезоли (Elvira Ceresoli)                                |
| Учител по танци                    | тенор              | Роберто Рамини                                                   |
| Фенерджия                          | тенор              | Роберто Рамини                                                   |
| Сержант                            | бас                | Фердинандо Катадори (Ferdinando Cattadori)                       |
| Морски капитан                     | бас                | Фердинандо Катадори                                              |
| Перукер                            | без вокална партия | Аугусто Гингини (Augusto Ghinghini)                              |

### Първо действие
Площадът в Амиен

Весело множество от хора е в очакване на пристигането на дилижанса от Париж. В тълпата от студенти, войници и жителите на града са Едмонд, безгрижен и ползващ се с успех при дамите, и кавалер Де Грийо, сериозен млад човек с добър произход, но беден. Дилижансът пристига и от него слизат сержант Леско с красивата си сестра Манон и старият и богат аристократ Жеронт де Равоа. 15-годишната Манон трябва да постъпи в манастир, това е целта на нейното пътуване. Де Грийо се представя на нея, между двамата млади хора пламва любов от пръв поглед. Междувременно Жеронт, който е увлечен от Манон, замисля нейното отвличане. Той тайно се договаря с гостилничаря за кола, която да го чака пред задния вход на гостилницата. Едмонт чува разговора на Жеронт и предупреждава Де Грийо. Леско през това време се забавлява с приятелите си и не наглежда сестра си. Де Грийо използва момента и с колата на Жеронт двамата с Манон заминават. Леско спокойно реагира на случилото се и казва на Жеронт, че Де Грийо няма достатъчно средства, за да осигури на Манон желания от нея живот с удоволствия и развлечения – рано или късно кавалерът ще омръзне на девойката.

### Второ действие
Домът на Жеронт в Париж

Манон вече е напуснала Де Грийо, тя е любовница на Жеронт и живее в неговия разкошен дом. Де Грийо междувременно се опитва да спечели пари с игра на карти. Манон, въпреки че всяко нейно желание се удовлетворява от стария Жеронт, не се чувства щастлива, Де Грийо постоянно е в мислите ѝ. Идва Леско и казва на сестра си, че Де Грийо все още я обича. Докато те разговарят група певци изпълняват специално съчинения за Манон мадригал. Идва Жеронт с приятели и учител по танци. По време на урока всички се възхищават на Манон.
Манон остава сама, появява се Де Грийо. Те горещо говорят за любовта си, когато неочаквано се връща Жеронт. Той е чул всичко и отначало е ироничен, но любезен. Но когато Манон му обяснява, защо предпочита младия Де Грийо и му посочва огледалото, в което да види своето старо лице, Жеронт излиза ядосано с проклятия и заплахи. Идва Леско и предупреждава, че Жеронт обвинява Манон в разпуснатост и иска да я арестуват. Младите любовници решават да избягат заедно. Манон обаче твърде дълго търси и събира подарените ѝ от Жеронт бижута. Старецът се връща със стража, обвинява Манон в кражба на бижутата и тя е арестувана.

### Трето действие
Пристанището в Хавър

Манон се намира в затвора на пристанищния площад в очакване на депортацията. На площада пред затвора идват Леско и Де Грийо. Братът на Манон подкупва охраната и урежда разговор между Манон и Де Грийо. Де Грийо вижда любимата си зад решетките и я уверява, че е готов да я следва навсякъде. Той разказва за плана на Леско да заплати на гвардейците и да уреди нейното бягство от затвора. Изведнъж се чуват изстрели и става ясно, че планът се провали. Леско и Де Грийо успяват да се слеят с тълпата, събрала се на площада. Гвардейците извеждат Манон и другите затворнички, за да ги качват на кораба за Америка. Де Грийо горещо моли капитана да му позволи да отплава с любимата си. Капитанът се трогва от чувствата на младежа и се съгласява.

### Четвърто действие
Покрайнините на Ню Орлийнс

Манон и Де Грийо са избягали от Ню Орлийнс и бавно вървят из пустинна равнина, търсейки подслон. Манон е свободна, но е на края на силите си, измъчват я гладът и жаждата. Де Грийо се опитва да облекчи страданията на своята любима, но Манон вече не може да продължи. Тя моли Де Грийо да я остави и да потърси помощ. Той тръгва и Манон остава сама. Тя осъзнава, че за нея вече няма надежда и спасение, и потъва в спомени за своя живот. Най-светлото и хубавото в него е нейната любов към Де Грийо. Де Грийо се връща без да намери помощ и заварва последните минути на умиращата Манон. Те се прегръщат, тя говори за своята любов, иска прошка и умира.

## Музика
За музиката на Пучини своята възторжена оценка дава Бърнард Шоу, след като присъства на премиерата в Лондон. За него композиторът е най-образованият сред младите италиански автори и най-вероятният творчески наследник на великия Верди. Според Шоу Пучини „разширява границите на италианската опера до германските предели“. Действително, в „Манон Леско“ има музикални номера, в частност интермецото, които издават влиянието на Рихард Вагнер. Някои хармонии напомнят за Шуман и други представители на германската школа. Операта впечатлява с богатата оркестрация и пълното сливане на музиката и драматичния сценарий. Оркестърът усилва емоционалното въздействие на вокалните изпълнения, тяхната страстност и чувственост.
В течение на около тридесет години, преминали от първото представяне на „Манон Леско“ през 1893 г. до постановката в Ла Скала през 1923 г., Пучини внася голям брой промени в партитурата на операта. Музикалното издателство Рикорди предлага за базови три версии на партитурата, които могат да се използват като основа на постановките:
- Едната е версия от 1893 г. и представлява с малки вариации партитурата, представена на премиерата в Торино. Тя включва оригиналния финал от първото действие (последните 10 минути), който е напълно различен от финала на последната версия. Освен това арията на Манон от четвъртото действие има допълнителни 25 такта, в сравнение с последната партитура. Любовният дует от това действие също има 12 допълнителни такта, но те остават в партитурата почти до края на живота на Пучини.
- Вторият вариант е използван за постановките през годините между 1906 и 1916. Композиторът през този период одобрява почти пълното пропускане на арията на Манон от четвъртото действие.
- Последната версия на операта, съгласувана с Пучини, е с възстановената ария на Манон от четвъртото действие, като текстът е частично променен.[17]

### Музикални номера
В таблиците са дадени популярните арии и дуети от операта.
| Едмонд                        | Ave, sera gentile              |
| Едмонд и хор (студенти)       | Giovinezza è il nostro nome    |
| Де Грийо                      | Tra voi, belle, brune e bionde |
| Де Грийо, Манон, Леско (трио) | Cortese damigella              |
| Де Грийо                      | Donna non vidi mai             |
| Де Грийо и Манон (дует)       | Vedete? io son fedele          |

| Манон и Леско (дует)    | Dispettosetto questo riccio    |
| Манон и Леско (дует)    | Sei splendida e lucente        |
| Манон                   | In quelle trine morbide        |
| Хор                     | Sulla vetta tu del monte       |
| Манон                   | L’ora, o Tirsi, è vaga e bella |
| Манон и Де Грийо (дует) | Oh! saro la piu bella!         |
| Манон и Де Грийо (дует) | Tu, amore? Tu?                 |
| Манон                   | Io voglio il tuo perdono       |
| Де Грийо                | Ah! Manon, mi tradisce         |

|                         | Интермецо           |
| Леско и Де Грийо (дует) | Ansia eterna crudel |
| Манон и Де Грийо (дует) | Manon!..Des Grieux! |
| Де Грийо                | No! pazzo son!      |
| Де Грийо                | Guardate, pazzo son |

| Манон и Де Грийо (дует) | Tutta su me ti posa                         |
| Манон и Де Грийо (дует) | Manon senti amor mio                        |
| Манон                   | Sola perduta abbandonata                    |
| Манон и Де Грийо (дует) | Nulla rinvenni (Fra le tue braccia, amore!) |

### Оркестрация
Операта е оркестрирана за следните инструменти:
- Дървени духови: три флейти (едната е пиколо), два обоя, английски рог, два кларинета, баскларинет, два фагота
- Медни духови: четири валдхорни, три тромпета, три тромбона, басова туба
- Ударни: голям барабан, чинели, глокеншпил, там-там, триангел, тимпани, барабан
- Челеста
- Арфа
- Струнни лъкови инструменти
- Зад сцената свирят флейта, корнет, камбана, барабан, камбанки.